# Боулинг Грин (Мисури)
Боулинг Грин (енгл. Bowling Green) град је у америчкој савезној држави Мисури.

## Демографија
По попису из 2010. године број становника је 5.334, што је 2.074 (63,6%) становника више него 2000. године.
| Група             | 2000.         | 2010.         |
| Белци             | 2.943 (90,3%) | 4.167 (78,1%) |
| Афроамериканци    | 250 (7,7%)    | 983 (18,4%)   |
| Азијати           | 6 (0,2%)      | 18 (0,3%)     |
| Хиспаноамериканци | 24 (0,7%)     | 94 (1,8%)     |
| Укупно            | 3.260         | 5.334         |